# 百慕大议会
百慕大议会（英語：Parliament of Bermuda）是英国海外领地百慕大的立法机关。百慕大议会实行两院制，由百慕大参议院和百慕大众议院组成。参议院由11名指定议员组成。众议院由36名民选议员组成，每届任期5年。